# ふたりだけの地図
「ふたりだけの地図」（ふたりだけのちず）はTEARSの7枚目のシングル。

## 内容
- 日本テレビ「独占!!スポーツ情報」イメージソングで事実上のラストシングル。カップリングの「遠い日のメリーゴーランド」は中居辰磨が唯一、編曲を担当した曲である。

## 収録曲
1. ふたりだけの地図
作詞：葛原豊　作曲：本田孝信　編曲：加藤貴也
2. 遠い日のメリーゴーランド
作詞：葛原豊　作曲・編曲：中居辰磨
3. ふたりだけの地図(inst.)